# Openbaar Lyceum Zeist
Het Openbaar Lyceum Zeist (OLZ) is een openbare middelbare school voor havo en vwo in Zeist, gelegen in het Landgoed Schoonoord. De school valt sinds 2019 onder NUOVO Scholengroep.

## Geschiedenis
Nadat Jacoba Dorothea van Romondt Vis– Quarles de Quarles het landgoed Schoonoord verkocht aan het Rijk in 1953, was het plan om er een TNO-vestiging te plaatsen, maar TNO vestigde zich uiteindelijk aan de Utrechtseweg. Op Schoonoord werd een Rijks-HBS gevestigd met later ook een gymnasium en Middelbare meisjesschool. In 1968, na invoering van de Wet op het voortgezet onderwijs, ging de school mavo, havo en vwo aanbieden onder de naam Openbaar Zeister Lyceum.
In 2000 werd de school gefuseerd met vmbo-scholen onder de naam Openbare ScholenGroep Schoonoord (OSGS). Sinds 2012 voert de school zijn huidige naam 'Openbaar Lyceum Zeist'. In augustus 2019 splitste OSGS in het Openbaar Lyceum Zeist, Openbaar VMBO en MAVO Zeist, MAVO Doorn en het Vakcollege Maarsbergen, en werden de scholen overgenomen door NUOVO Scholengroep.